# Sybra trianguliferoides
Sybra trianguliferoides là một loài bọ cánh cứng trong họ Cerambycidae.